# Kubatschi
Kubatschi (russisch Кубачи) ist ein Dorf (selo) im Rajon Dachadajewski der nordkaukasischen Republik Dagestan in der Russischen Föderation. Es hat 3060 Einwohner (Stand 14. Oktober 2010). Von 1965 bis 2015 besaß es den Status einer Siedlung städtischen Typs.

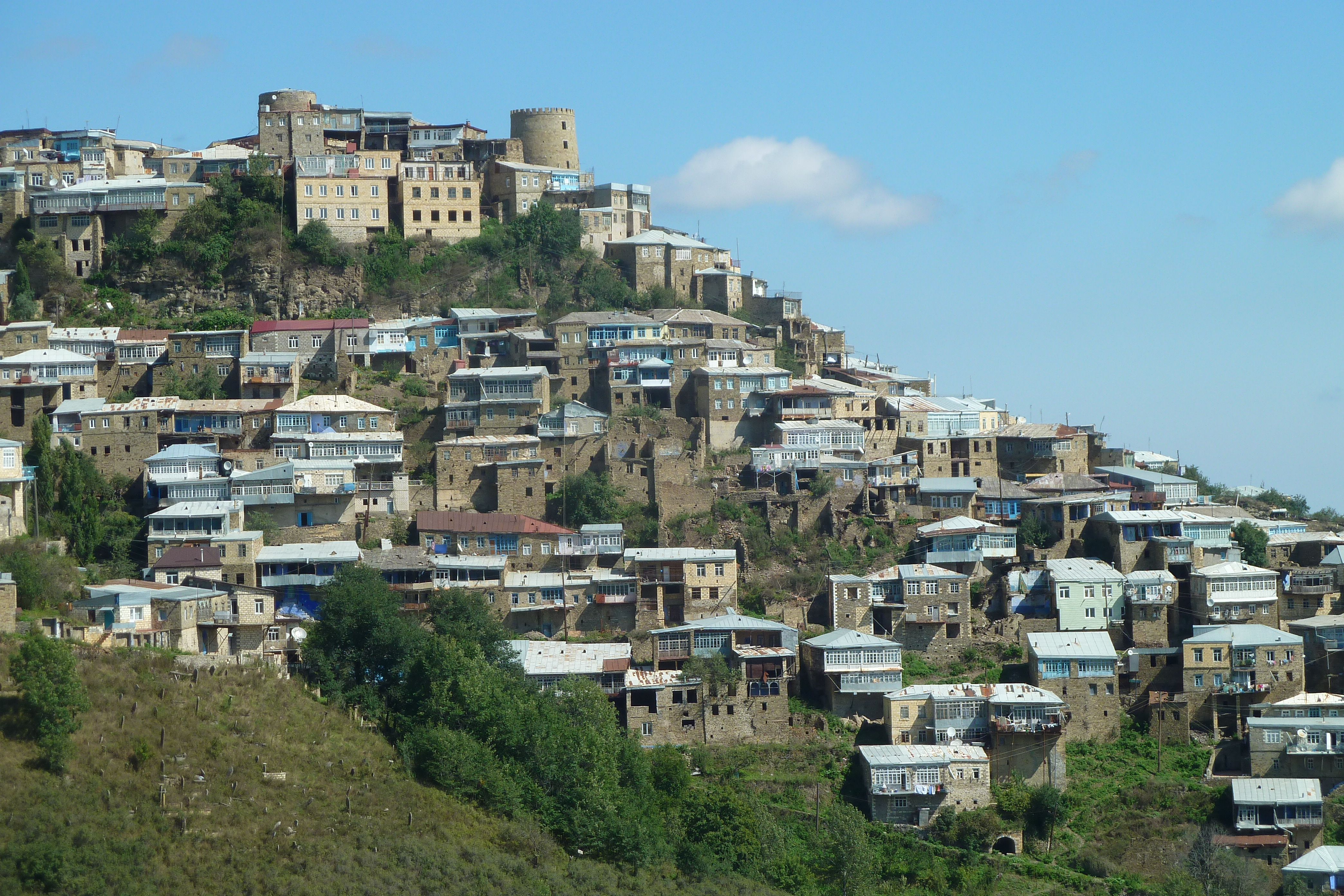
Der alte Teil des Auls Kubatschi mit dem wieder errichteten Turm
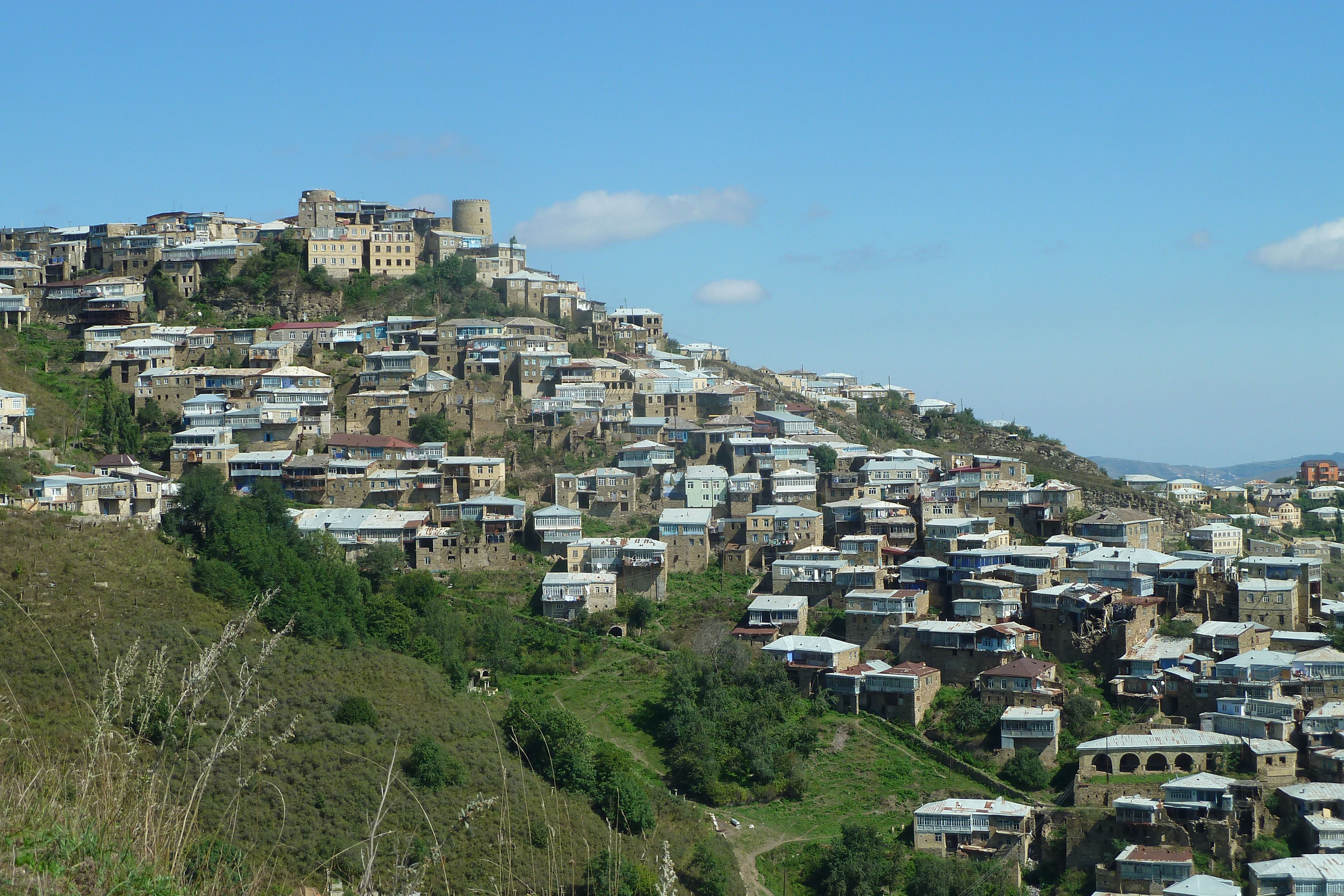
Alt-Kubatschi
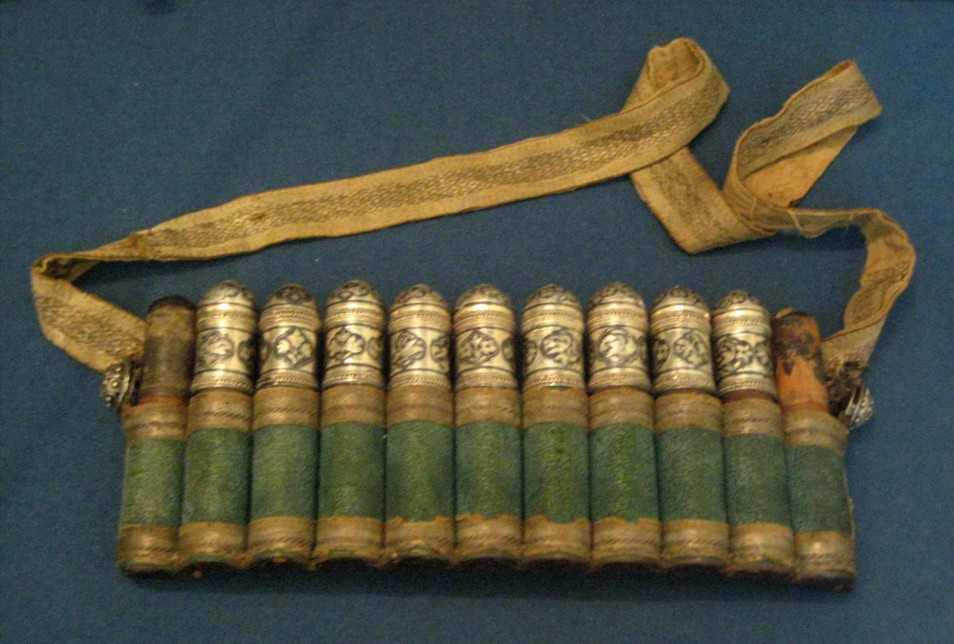
Kaukasische Patronenhülsen „Gasyr“ aus Kubatschi, 19. Jahrhundert

## Kunsthandwerk
Kubatschi ist vor allem durch seine jahrhundertealte Tradition der Silber- und Goldschmiede berühmt geworden. Das Kombinat von Kubatschi stellt heute noch Silberwaren in Handarbeit her, die russlandweit vertrieben werden.

## Sprache
Die Bevölkerung von Kubatschi sind Darginer. Der Dialekt der Kubatschiner unterscheidet sich jedoch von anderen darginischen Dialekten erheblich, weswegen er früher auch als eigene Sprache bezeichnet wurde – so gibt es Wörterbücher und linguistische Beschreibungen der „Kubatschiner Sprache“. Heute wird sie jedoch als Dialekt des Darginischen bezeichnet; die Schüler in Kubatschi lernen in der Schule die Standardvariante (Literatursprache) des Darginischen.

## Verkehr
Kubatschi liegt an der Regionalstraße 82K-013 Mamedkala – Madschalis – Urkarach – Akuscha – Lewaschi. Über diese kann es mit dem öffentlichen Verkehr erreicht werden: Täglich fahren ein bis mehrere Kleinbusse aus der Hauptstadt Dagestans, Machatschkala, sowie aus Derbent nach Kubatschi.

### Bevölkerungsentwicklung
| Jahr | Einwohner |
| ---- | --------- |
| 1970 | 1805      |
| 1979 | 1822      |
| 1989 | 1753      |
| 2002 | 2781      |
| 2010 | 3060      |

Anmerkung: Volkszählungsdaten